# Пенек (река)
Пенек (тур. Penek Çayı) — река на северо-востоке Турции, правый приток реки Олту, впадающей в реку Чорох. Длина реки — около 30 км.
Начинается на высотах 2000-2250 м на хребте Данабоган. От деревни Сарыкаялар течёт под названием Акшар. Направление течения - западное. Основные притоки - Канлы, Богаз и Бардыз.
Это один из двух основных притоков Олту наряду с рекой Нарман. В бассейне реки преобладает неогеновое покрытие, включающее песчаные и гравийные почвы с вкраплениями базальта.
На реке была построена гидроэлектростанция, которая ежегодно производит 31,70 ГВт⋅ч энергии. Мост через Пенек существенно сократил расстояние на дороге Эрзурум-Маден, уменьшив его на 15 километров.